# 観音平
座標: 北緯35度54分58.3秒 東経138度20分33.4秒 / 北緯35.916194度 東経138.342611度
観音平（かんのんだいら）は、山梨県北杜市（北巨摩郡小淵沢町）にある景勝地。八ヶ岳の編笠山への登山口でもある。

## 概要
編笠山登山口として整備された。富士山や八ヶ岳の眺めが良く、新富嶽百景の一つである。武田信玄が矢の観音を奉祀したと伝えられ、烽火台があったとされている。
周辺には、宿泊施設としての機能もあるグリーンロッジや、ヒカリゴケの洞窟、延命水と呼ばれるわき水などがある。また、駐車場も整備されている。

## 設備
- 駐車場（普通車：20台）
- 仮設トイレ（3台）GW〜県道冬季閉鎖まで
- 駐車場の北縁に登山届ポストあり[1]

## アクセス
鉄道の場合
- JR中央本線・小海線小淵沢駅で下車後、タクシーで約15分。なお、小淵沢駅にはタクシープールがあり、常にタクシーが待機している。

自動車の場合
- 国道20号または中央自動車道小淵沢インターチェンジから、山梨県道・長野県道11号北杜富士見線を八ヶ岳方向に上り、山梨県道618号観音平下久保線を経て終点の観音平に至ることが出来る。